# Park Narodowy Erawikulam
Park Narodowy Erawikulam – park narodowy położony w stanie Kerala w południowych Indiach, u podnóża góry Anai Mudi. Zajmuje powierzchnię 97 km². Został założony w 1978 roku, w celu ochrony populacji nilgiritara leśnego. 

## Charakterystyka parku
Obszar parku obejmuje wyżynne tereny trawiaste. Przez park przepływa wiele strumieni, które zasilają dorzecza rzek Kaweri i Periyar.

## Flora
Na obszarze parku przeważają tereny trawiaste z małym udziałem zarośli i lasów. Park słynie też z wielkiej ilości kurundżi, które kwitnąc średnio co 12 lat tworzą ogromne połacie błękitu. 

## Fauna
Park poza populacją nilgiritara leśnego jest zamieszkiwany również przez populacje lampartów, szakali złocistych, kotów błotnych, makaków lwich, gaurów, mundżaków indyjskich, sambarów jednobarwnych. Występuje tu również około 130 gatunków ptaków, w tym gołębie brązowogrzbiete, 